# Grewia tsiandrensis
Grewia tsiandrensis är en malvaväxtart som beskrevs av René Paul Raymond Capuron. Grewia tsiandrensis ingår i släktet Grewia och familjen malvaväxter. Inga underarter finns listade i Catalogue of Life.